# Mariusz Woźniak (matematyk)
Mariusz Woźniak (ur. 25 grudnia 1951 w Krakowie) – polski matematyk, prof. dr hab.

## Życiorys
Ukończył I LO im. Bartłomieja Nowodworskiego w Krakowie. W roku szkolnym 1968/1969 był finalistą XX olimpiady matematycznej. W latach 1969–1974 studiował matematykę na Wydziale Matematyki, Fizyki i Chemii Uniwersytetu Jagiellońskiego. Stopień naukowy doktora nauk matematycznych otrzymał w 1980 roku na Uniwersytecie Jagiellońskim, doktora habilitowanego w 1999 roku na Uniwersytecie im. Adama Mickiewicza w Poznaniu. W 2007 roku uzyskał tytuł naukowy profesora nauk matematycznych.

## Działalność naukowa
Specjalnością Mariusza Woźniaka jest matematyka dyskretna i teoria grafów, którą zajmuje się od 1988. Aktualnie są to przede wszystkim badania w kilku łączących się ze sobą dziedzinach: pakowanie grafów, kolorowanie grafów, rozkłady i podziały grafów
Do najważniejszych wyników zaliczyć można zastosowanie (jako metody dowodu) struktury permutacji do zagadnień pakowania grafów, oraz dowód (jako współautor) jednej z hipotez Burris-Schelpa (J. Combin. Theory, 1999). Praca ta przyczyniła się w dużej mierze do wzrostu zainteresowania tymi zagadnieniami.
Autor 66 publikacji z tego 40 w czasopismach z listy filadelfijskiego Instytutu Informacji Naukowej.

## Działalność dydaktyczna
Promotor w 4, a recenzent w 8 przewodach doktorskich. Autor 3 skryptów dydaktycznych.

## Członkostwo w organizacjach
- Członek PTM
- Członek Komitetu Redakcyjnego czasopisma Studies, Math. Series (Słowacja)